# Gastrolobium triangulare
Gastrolobium triangulare là một loài thực vật có hoa trong họ Đậu. Loài này được (Benth.) Domin miêu tả khoa học đầu tiên năm 1923.